# Camparada
Camparada (Camparèda in dialetto brianzolo) è un comune italiano di 2 221 abitanti della provincia di Monza e della Brianza in Lombardia.
È uno dei pochissimi comuni lombardi a non avere una sua chiesa parrocchiale.

## Storia

### Simboli
Lo stemma e il gonfalone sono stati concessi con decreto del presidente della Repubblica del 22 dicembre 1967.
Il campo arato è un'arma parlante con riferimento all'etimologia del nome Camparada che probabilmente deriva dalla forma latina medievale di campora, plurale di campus, e dall'aggettivo arato.
Il gonfalone è un drappo di bianco.

## Società

### Evoluzione demografica
- 125 nel 1751
- 155 nel 1771
- 154 nel 1805
- annessione a Lesmo nel 1809
- annessione a Usmate nel 1811
- 379 nel 1853
- 488 nel 1859

Abitanti censiti

### Etnie e minoranze straniere
Secondo i dati ISTAT, al 31 dicembre 2010 la popolazione straniera residente era di 80 persone, pari al 3,79% di tutti i residenti. Le nazionalità maggiormente rappresentate in base alla loro percentuale sul totale della popolazione residente erano:
| Pos. | Cittadinanza | Popolazione |
| ---- | ------------ | ----------- |
| 1    | Marocco      | 16          |
| 2    | Romania      | 9           |
| 3    | Albania      | 7           |

## Amministrazione
| Periodo | Periodo   | Primo cittadino      | Partito                          | Carica  | Note  |
| ------- | --------- | -------------------- | -------------------------------- | ------- | ----- |
| 1995    | 2004      | Adolfo Oliva         | Lista civica                     | Sindaco | [ 9 ] |
| 2004    | 2009      | Mariangela Beretta   | Lista civica                     | Sindaco | [ 9 ] |
| 2009    | 2019      | Giuliana Carniel     | Lista civica Uniti per Camparada | Sindaco | [ 9 ] |
| 2019    | 2024      | Mariangela Beretta   | Lega-Forza Italia                | Sindaco | [ 9 ] |
| 2024    | in carica | Maria Luisa Cogliati | Lista civica Camparada Civica    | Sindaco | [ 9 ] |